# محمود (صنعاء القديمة)

تعديل مصدري - تعديل

حارة محمود هي إحدى حارات مدينة صنعاء القديمة، بلغ تعداد سكانها 338 نسمة حسب تعداد اليمن لعام 2004.